# 홍승표 (1963년)
홍승표(1963년~)는 대한민국 기업가이다.

## 경력
- 전 콩코드 캐피털 아시아 사장

## 학력
- 미국 채프먼 대학교 경영학과 학사
- 미국 채프먼 대학교 대학원 경영학과 경영학 석사